# Rihei le marchand
Le conte du marchand Rihei est un conte des temps modernes qui est une suite des 47 rōnin.

## Le conte
Rihei est un marchand comblé. Il vit dans une belle maison, enveloppé dans les plus beaux kimonos de pure soie et auprès d'une femme ravissante. Seulement voilà, il n'est pas un fier samouraï. Rihei rougit d'appartenir à une profession qui a trait à l'argent.
Au cours de l'année 1701, Rihei apprend qu'Asano no kami, seigneur d' Akō, a été contraint de faire seppuku après avoir tenté de tuer le monstrueux Kira Yoshinaka, chambellan honoraire du shôgun, qui l'a insulté. Fait aggravant, il a commis l'attentat dans le propre palais de ce dernier.
Rihei est très affecté. Il connaît bien les seigneurs d'Akō qui ont toujours été ses protecteurs. Il se dirige vers le château pour proposer ses services à Oishi Kura no sake, chef des vassaux. Ce dernier lui demande d'aider ceux d'entre eux qui sont décidés à venger leur chef. Il doit cependant savoir qu'il est le seul au courant du complot. « Nous avons besoin d'armes: arcs, flèches, hallebardes ainsi que d'armures et d'échelles de corde pour franchir les murs du château » lui dit Oishi.
Afin d'être sûr du secret le plus absolu, il décide de se séparer de sa femme et, malgré les supplications de celle-ci qui ne comprend pas ce qui lui arrive, la répudie tout en gardant leur fils auprès de lui. Il lui promet cependant de la reprendre au bout de cent jours.
Fier de la confiance que lui témoigne Oishi, Rihei s'occupe personnellement des achats ainsi que de l'emballage des armes. Ainsi personne n'est au courant. Enfin la dernière caisse est expédiée.
Une nuit, Rihei est réveillé en sursaut par des coups frappés à sa porte.. Sans se méfier, il va ouvrir et se trouve face à une escouade de policiers: « au nom de la loi, je vous arrête pour avoir expédié, à la demande d'Oishi Kura no suke, vassal d'Asano Takumi no kami, seigneur d'Akō, des armes destinées aux protagonistes d'un complot contre la vie de Kira Yoshinaka ». Rihei a peur. Le complot serait-il découvert? Le commerçant tente de nier. L'officier de police se tourne vers son subalterne: « apporte la caisse » dit-il. Le marchand voit arriver avec terreur la caisse qu'il a lui-même expédiée quelque temps auparavant. L'officier menace d'exécuter le fils du commerçant. Rihei affirme ne pas être au courant d'une quelconque conspiration. Même sous la torture, il ne peut rien dire puisqu'il ne sait rien. En bon commerçant, il doit simplement livrer ce qu'on lui demande. Voici qu'Oishi apparaît. D'un geste il écarte les policiers devant un Rihei de plus en plus stupéfait et explique: « Personnellement j'ai toujours eu confiance en vous mais mes 46 camarades doutaient. Alors nous avons pensé à cette mise en scène pour éprouver votre bonne foi et votre fidélité ». Sur ces mots, le rônin se retire. On entend le groupe louer l'héroïsme du commerçant.
La porte s'ouvre une nouvelle fois sur Sono, la femme de Rihei, qui revient supplier son mari de la reprendre. Son père lui a déjà trouvé un autre époux mais elle veut rester auprès du commerçant qu'elle aime et auprès de leur fils qu'elle ne peut concevoir élevé par une marâtre. Le marchand reste inflexible. Sono se retire en pleurant.
Au bout de quelques instants elle revient à nouveau les yeux remplis d'effroi: « Alors que je sortais d'ici, un homme au visage masqué s'est jeté sur moi et m'a rasé le crâne avec son sabre. Voyez par vous même... ». Rihei aime toujours sa femme et veut la prendre dans ses bras pour la consoler lorsqu'entre Oishi. Il remet au commerçant un petit paquet en remerciement pour sa loyauté. Le marchand, courroucé de ce que le rônin lui fasse un cadeau pour une chose que lui, Rihei, considère comme son devoir, jette le paquet à terre. L'enveloppe se rompt dévoilant le peigne et les cheveux de Sono. « Ainsi » dit Oishi « personne n'acceptera d'épouser votre femme. Ses cheveux mettront cent jours à repousser ».
-« Je ne sais comment vous exprimer ma reconnaissance seigneur. Vous me sauvez la vie »
-« Que nenni, Madame. Ma dette envers vous deux va plus loin que vous ne pensez...Un jour Rihei vous expliquera. Quant à vous, mon ami, sachez que vous combattrez avec nous. Notre mot d'ordre sera le nom de votre commerce: Amanoya. Quand l'un de nous criera Ama, l'autre répondra Noya; Adieu commerçant au cœur de samouraï ».